# Josef Vítek (kněz)
Josef Vítek (3. listopadu 1935 Ostrov nad Oslavou – 10. června 2016 Brno) byl český římskokatolický duchovní.

## Životopis
Po maturitě studoval v semináři v Litoměřicích, kde byl také v červnu 1958 vysvěcen na kněze. Jeho prvním kaplanským místem byl Třebíč-Jejkov. Po absolvování základní vojenské služby byl ustanoven jako kooperátor ve farnosti v Brně-Husovicích. Také jeho další kněžská služba byla v Brně - v Tuřanech, na Starém Brně a pak v Králově Poli. V roce 1968 byl jmenován administrátorem farnosti u kostela svatého Augustina. Po šesti letech se stal nejprve administrátorem, později farářem v Brně-Komíně. Zde působil až do roku 1992. Kvůli zhoršenému zdravotnímu stavu byl v září 1992 vyvázán ze správy zdejší farnosti. V dalších letech působil jako výpomocný duchovní v několika brněnských farnostech - v Komíně, na Starém Brně a od roku 1994 až do své smrti u duchovní správy v kostele svaté Maří Magdalény. Krátce - půl roku na přelomu let 1998 a 1999 - spravoval farnost v Brně-Zábrdovicích.
U příležitosti jeho zlatého kněžského jubilea (50 let od kněžského svěcení) byl v jeho rodné farnosti v Ostrově nad Oslavou odlit nový zvon do zdejšího kostela svatého Jakuba.